# Rieu Tort
Le Rieu Tort est une rivière du sud de la France. C'est un affluent direct du Tarn en rive gauche, donc un sous-affluent de la Garonne.

## Géographie
De 14,8 km de longueur, le Rieu Tort prend sa source commune de Fronton sous le nom de Ruisseau de Julienne et prend son nom Rieu Tort sur la commune Campsas se jette dans le Tarn en rive gauche commune de Labastide-Saint-Pierre.

### Communes et cantons traversés
- Haute-Garonne : Fronton.
- Tarn-et-Garonne : Labastide-Saint-Pierre, Corbarieu, Dieupentale, Canals, Campsas.

## Principaux affluents
- Ruisseau de Fabas : 13,6 km
- Ruisseau de la Rougette : 5,9 km